# ブラウン郡 (テキサス州)
ブラウン郡（Brown County）は、アメリカ合衆国テキサス州に位置する郡である。人口は37,674人（2000年）。郡庁所在地はブラウンウッドである。ブラウン郡はw:Battle of Velascoでの指揮官、Henry Stevenson Brown の名を取って命名された。

## 地理
アメリカ合衆国統計局によると、この郡は総面積2,478 km2 (957 mi2) である。このうち2,445 km2 (944 mi2) が陸地で34 km2 (13 mi2) が水地域である。総面積の1.37%は水地域となっている。

### 隣接する郡
- イーストランド郡  (北)
- コマンチ郡  (北東)
- ミルズ郡  (南東)
- サンサバ郡  (南)
- マカロック郡  (南西)
- コールマン郡  (西)
- キャラハン郡  (北西)

## 人口動勢
2000年国勢調査で、この郡は人口37,674人、14,306世帯、及び10,014家族が暮らしている。人口密度は15/km2 (40/mi2) である。7/km2 (19/mi2) の平均的な密度に17,889軒の住宅が建っている。この郡の人種的な構成は白人87.35%、アフリカン・アメリカン4.01%、先住民0.53%、アジア0.37%、太平洋諸島系0.01%、その他の人種6.07%、及び混血1.66%である。ここの人口の15.38%はヒスパニックまたはラテン系である。
この郡内の住民は25.80%が18歳未満の未成年、18歳以上24歳以下が10.10%、25歳以上44歳以下が24.70%、45歳以上64歳以下が22.90%、及び65歳以上が16.40%にわたっている。中央値年齢は37歳である。女性100人ごとに対して男性は97.40人である。18歳以上の女性100人ごとに対して男性は93.10人である。
この郡内の世帯ごとの平均的な収入は30,974米ドルであり、家族ごとの平均的な収入は37,725米ドルである。男性は30,169米ドルに対して女性は19,647米ドルの平均的な収入がある。この郡の一人当たりの収入 (per capita income) は15,624米ドルである。人口の17.20%及び家族の14.00%は貧困線以下である。全人口のうち18歳未満の22.70%及び65歳以上の12.10%は貧困線以下の生活を送っている。

## 都市及び町
- Bangs
- ブランケット
- ブラウンウッド
- Early
- Lake Brownwood